# جون كيرك (سياسي)
جون كيرك (بالإنجليزية: John Kirk)‏ هو سياسي نيوزلندي، ولد في 27 يونيو 1947. حزبياً، نشط في حزب العمال النيوزيلندي. وقد انتخب عضو مجلس النواب النيوزيلندي.